# 佐々木高重
佐々木 高重（ささき たかしげ、生年未詳 - 貞応元年（1222年）5月6日）は、鎌倉時代前期の阿波国守護代。近江源氏・佐々木氏の一族で、阿波・土佐・淡路三カ国の守護を兼ねた佐々木経高の長男。弟に高兼、高範がいる。

## 人物・生涯
承久3年（1221年）に起こった承久の乱で阿波国内の兵六百人を率いて撫養の港（現徳島県鳴門市）から上京し、父経高の率いていた淡路の兵らと合流したという。しかし圧倒的な鎌倉の大軍を支えることができず、わずかとなった後鳥羽上皇方は京都へ敗走し、それぞれの国もとへ逃げ帰ったという。この戦いで阿波の佐々木経高と高重の父子は討死して果て、六百余の阿波の兵もほとんど帰らなかったという。
しかし、高重の死については、『大日本史料』五編所収の「承久三年四年日次記」貞応元年（1222年）5月10日条に、熊野山住の僧侶「岩田法眼行盛」（熊野別当家庶子家）が同年5月6日に左衛門尉源（佐々木）高重とその猶子・渋野四郎を「岩田辺」（現・和歌山県上富田町上岩田付近）で誅し六波羅探題にその頸を送り届けてきたと書かれているので、高重は承久3年（1221年）6月16日の時点では死なず、翌年、熊野に逃亡する途中で死去したことがわかる。
乱後、阿波国に対して幕府は佐々木氏に代わり小笠原長清を守護職に任じた。長清は阿波へ入ると佐々木氏の居城であった名西郡の鳥坂城（現・徳島県石井町鳥坂）を攻めたという。ほとんど兵のいない鳥坂城は炎上し、城を守っていた経高の次男高兼は、一族や老臣の平岡利清らと城を捨てて、名西郡の山中の鬼籠野村へ逃げたという。しかし小笠原氏は高兼の生存を許さなかったため、高兼は一族と家臣達が百姓となってこの地に住む事を条件に、自ら弓を折り腹を切って自害したという。
現在、神山町鬼篭野地区にある弓折の地名は、高兼が弓を折って自害した所で、同地区に多い苗字・佐々木はかつての阿波守護職、近江源氏佐々木経高の後裔達であるといわれる。